# Orbitonematobothrium perioculare
Orbitonematobothrium perioculare är en plattmaskart. Orbitonematobothrium perioculare ingår i släktet Orbitonematobothrium och familjen Didymozoidae. Inga underarter finns listade i Catalogue of Life.